# Закон Вейса
Зако́н Ве́йса (закон поясів) — кристалографічна закономірність, вперше доведена німецьким мінералогом Христіаном Вейсом. Суть закону полягає у тому, що кожна грань кристалу належить принаймні двом його поясам. Поясом (або зоною) називають сукупність граней, що перетинаються по паралельних ребрах. Напрям, паралельний до усіх ребер зони, називають її віссю. Стереографічна проєкція площини, нормальної до осі поясу, є проєкцією поясу (зони).